# Урсоаја (Вранча)
Урсоаја (рум. Ursoaia) насеље је у Румунији у округу Вранча у општини Региу. Oпштина се налази на надморској висини од 581 m.

## Становништво
Према подацима из 2002. године у насељу је живело 226 становника, од којих су сви румунске националности.